# Chrysosoma ceramense
Chrysosoma ceramense är en tvåvingeart som beskrevs av Meijere 1913. Chrysosoma ceramense ingår i släktet Chrysosoma och familjen styltflugor. Inga underarter finns listade i Catalogue of Life.